# Mariano Augusto Cavagna Martínez
 Mariano Augusto Cavagna Martínez  (Buenos Aires, Argentina, 25 de octubre de 1935 - ibídem, 10 de diciembre de 2005) fue un abogado y ministro de la Corte Suprema de Justicia de Argentina y de la Suprema Corte de Justicia de la Provincia de Buenos Aires. Estaba vinculado al peronismo por su padre, Ildefonso Cavagna Martínez, que además de desempeñar otros cargos durante los gobiernos de Juan Domingo Perón fue el último canciller en su segunda presidencia.

## Actuación profesional
Estudió  en la Facultad de Derecho de la Universidad de Buenos Aires donde se recibió en 1961 y obtuvo luego su doctorado. Fue profesor de historia y teoría constitucional, historia social y ciencias políticas, presidió  el Centro de Abogados de Buenos Aires y en la Provincia de Buenos Aires fue subsecretario de Justicia en 1974.
El gobernador radical Alejandro Armendáriz lo  nombró juez de la Suprema Corte de la Provincia de Buenos Aires, cargo que desempeñó entre el 21 de diciembre de 1983 y el 23 de abril de 1990.
El 5 de abril de 1990 por el voto de los legisladores justicialistas la Corte Suprema de Justicia de la Nación pasó de 5 a 9 miembros. El 19 de abril, el Senado aprobó los pliegos de Ricardo Levene (hijo), Mariano Cavagna Martínez, Rodolfo Barra, Julio Nazareno, Eduardo Moliné O´Connor y Antonio Boggiano y el 25 de abril de 1990 Cavagna Martínez fue designado por el presidente Carlos Menem para integrar la Corte Suprema. Compartió el Tribunal, en distintos momentos con Augusto César Belluscio, Carlos S. Fayt, Enrique Petracchi, Julio Oyhanarte, Ricardo Levene (hijo), Rodolfo Barra, Julio Nazareno y Eduardo Moliné O'Connor.
Renunció en 1993 en cumplimiento del llamado Pacto de Olivos entre el Partido justicialista y la Unión Cívica Radical que abrió el camino para la reforma constitucional de 1994 y fue elegido por el Partido Justicialista Convencional Constituyente para la misma.
Sobre esa reforma declaró en 1995:

”debo admitir que existió un descrédito en la sociedad argentina en el período de la convocatoria de elecciones, pero la reforma demostró la posibilidad de que Argentina actualizara bien su Constitución, interviniendo los dos grandes partidos: PJ y UCR. Con la reforma del 94 la Constitución puede ser exhibida en el mundo con cierto orgullo científico-técnico desde el punto de vista del constitucionalismo moderno porque se introdujeron temas importantes como los tratados internacionales”.

El 24 de noviembre de 1994 fue designado por el gobierno de Menem para la embajada argentina en Italia. Por decreto 487/97 del 29 de mayo de 1997 del presidente Menem se le asignó la categoría de Embajador Extraordinario y Plenipotenciario al solo efecto del rango protocolar,  mientras se desempeñara como asesor de la presidencia de la Nación, con rango de Secretario de Estado.
Una de sus últimas actividades fue formar parte de la defensa de Carlos Menem en la causa en que fue procesado por el tráfico de armas, en 2001.
Falleció en Buenos Aires el 10 de diciembre de 2005.